# Lista de condados da Califórnia
O estado norte-americano da Califórnia está dividido em 58 condados. Condados são responsáveis por serviços locais e manutenção da ordem e da lei, em áreas que não fazem parte de cidades, bem como são responsáveis também pelo fornecimento de cortes judiciais, a um nível regional.

## Lista de condados
O número presente de condados foi alcançado através da divisão de muitos dos antigos condados em condados menores. Os condados existentes em 1850, ano da incorporação da Califórnia como trigésimo estado norte-americano, estão marcadas com um asterisco (*).
- Condado de Alameda
- Condado de Alpine
- Condado de Amador
- Condado de Butte *
- Condado de Calaveras *
- Condado de Colusa *
- Condado de Contra Costa *
- Condado de Del Norte
- Condado de El Dorado *
- Condado de Fresno
- Condado de Glenn
- Condado de Humboldt
- Condado de Imperial
- Condado de Inyo
- Condado de Kern
- Condado de Kings
- Condado de Lake
- Condado de Lassen
- Condado de Los Angeles *
- Condado de Madera
- Condado de Marin *
- Condado de Mariposa *
- Condado de Mendocino *
- Condado de Merced
- Condado de Modoc
- Condado de Mono
- Condado de Monterey *
- Condado de Napa *
- Condado de Nevada
- Condado de Orange
- Condado de Placer
- Condado de Plumas
- Condado de Riverside
- Condado de Sacramento *
- Condado de San Benito
- Condado de San Bernardino
- Condado de San Diego *
- Condado de São Francisco *
- Condado de San Joaquin *
- Condado de San Luis Obispo *
- Condado de San Mateo
- Condado de Santa Bárbara *
- Condado de Santa Clara *
- Condado de Santa Cruz *
- Condado de Shasta *
- Condado de Sierra
- Condado de Siskiyou
- Condado de Solano *
- Condado de Sonoma *
- Condado de Stanislaus
- Condado de Sutter *
- Condado de Tehama
- Condado de Trinity *
- Condado de Tulare
- Condado de Tuolumne *
- Condado de Ventura
- Condado de Yolo *
- Condado de Yuba *